# Satelit Crni vitez
Satelit Crni vitez je naziv za objekt koji se pojavljuju u zemljinoj polarnoj orbiti. Ufolozi vjeruju kako je taj objekt star oko 13.000 godina te da je izvanzemaljskog podrijetla. 
Budući da je objekt viđen u svemiru još od prvih misija u svemiru, vjerojatno to nije ostatak satelita ili raketa.
Navodno postoji veza između ovog objekta i signala koji je Nikola Tesla (1856. – 1943.) uhvatio pomoću radija, 1899. godine. Vjerovalo se da je taj signal došao iz svemira. Istraživači iz Američkog ratnog zrakoplovstva, navodno su otkrili u zemljinoj orbiti dva objekta za koje su tvrdili kako su zemljini prirodni sateliti. Tada ni jedan satelit koji je napravio čovjek nije bio poslan u svemir.
Mnogi znanstvenici misle kako je ovaj objekt samo pogrešno protumačen.